# Medizinische Universität Wien
Medizinische Universität Wien er et medicinsk universitet i Østrigs hovedstad Wien. Universitetet er i den tysktalende verden førende med hensyn til antallet af studiepladser til medicinstuderende.
48°13′12″N 16°21′05″Ø / 48.22000°N 16.35139°Ø

## Historie
Medizinische Universität Wien har eksisteret siden 1. januar 2004 som et østrigsk universitet, selvom dets historie går tilbage til middelalderen. Da Wien Universitet blev grundlagt i 1365 var det nuværende medicinske universitet en del af dette og samtidig en central del af det østrigske sundhedsvæsen på den tid. På sin tid opretholdte Maria Theresia af Østrig fakultetet på et internationalt niveau inden for dets felt. I 1784 fik fakultetet med det nybyggede Wien Almene Hospital en ny universitetsklinik.
Udskillelsen af fakultetet til et selvstændigt universitet var en del af en større strukturreform af uddannelsessystemet i Østrig iværksat af Schüssel-regeringen i 2003.